# Rudakius
Rudakius Prószynski, 2016 è un genere di ragni appartenente alla famiglia Salticidae.

## Distribuzione
Le 7 specie sono state reperite in Asia centrale, India, Malaysia e Cina.

## Tassonomia
Per la descrizione delle caratteristiche di questo genere sono stati esaminati gli esemplari tipo di Menemerus cinctus (O. P.-Cambridge, 1885).
Non sono stati esaminati esemplari di questo genere dal 2020.
Attualmente, a febbraio 2022, si compone di 7 specie:
- Rudakius afghanicus (Andreeva, Hęciak & Prószynski, 1984) — Emirati Arabi Uniti, Iran, Afghanistan, Kazakistan, Uzbekistan
- Rudakius cinctus (O. P.-Cambridge, 1885)[2] — Azerbaigian, Iran, dall'Asia centrale alla Cina
- Rudakius ludhianaensis (Tikader, 1974) — Iran, Pakistan, India
- Rudakius maureri (Prószynski, 1992) — Malaysia
- Rudakius rudakii (Prószynski, 1992) — Iran
- Rudakius spasskyi (Andreeva, Hęciak & Prószyński, 1984) — Azerbaigian, Iran, Asia centrale
- Rudakius wenshanensis (He & Hu, 1999) — Cina

### Sinonimi
- Rudakius admirandus Logunov, 2007; posta in sinonimia con R. ludhianaensis Tikader, 1974, a seguito di un lavoro degli aracnologi Caleb, Prajapati & Ali del 2019[1].
- Rudakius citri Sadana, 1980; trasferita dal genere Phlegra e posta in sinonimia con R. ludhianaensis Tikader, 1974, a seguito di un lavoro di Nenilin (1984b)[1].
- Rudakius endenae Biswas & Biswas, 1992; posta in sinonimia con R. ludhianaensis Tikader, 1974, a seguito di un lavoro degli aracnologi Caleb, Prajapati & Ali del 2019[1].
- Rudakius incertus O. P.-Cambridge, 1885; posta in sinonimia con R. cinctus O. P.-Cambridge, 1885, a seguito di un lavoro degli aracnologi Song, Zhu & Chen del 1999[1].
- Rudakius ludhianaensis Sadana & Kaur, 1974; posta in sinonimia con R. ludhianaensis Tikader, 1974, a seguito di un lavoro di Brignoli (1983c)[3][1].
- Rudakius rufovittatus Spassky, 1952; posta in sinonimia con R. cinctus O. P.-Cambridge, 1885, a seguito di un lavoro degli aracnologi Prószyński & Zochowska del 1981[1].
- Rudakius vittatus Simon, 1889; posta in sinonimia con R. cinctus O. P.-Cambridge, 1885, a seguito di un lavoro degli aracnologi Nenilin (1984b) e Proszynski (1987)[1].